# La extraña vida de Timothy Green
La extraña vida de Timothy Green es una película estadounidense de fantasía, comedia y drama coescrita y dirigida por Peter Hedges y lanzada por Walt Disney Pictures el 15 de agosto de 2012. Basada en un concepto de Ahmet Zappa, la película trata sobre un mágico muchacho cuya personalidad e ingenuidad tienen profundos efectos en la gente de su pueblo. La película es protagonizada por Jennifer Garner, Joel Edgerton, CJ Adams y Odeya Rush. Ha recibido críticas mixtas y tuvo modestas ventas de entradas en su primer fin de semana.

## Sinopsis
Una pareja felizmente casada, Cindy y Jim Green (Jennifer Garner y Joel Edgerton), no ve la hora de formar una familia y vive soñando cómo sería su futuro hijo. Cuando súbitamente el joven Timothy (CJ Adams) aparece en la puerta de su casa durante una noche de tormenta, Cindy, Jim y el pequeño pueblo de Stanleyville, descubren que a veces lo inesperado puede brindar alguno de los mejores regalos de la vida, aunque estos no duren para siempre.

## Elenco
- Jennifer Garner como Cindy Green.
- Joel Edgerton como Jim Green.
- CJ Adams como Timothy Green.
- Odeya Rush como Joni Jerome.
- Shohreh Aghdashloo como Evette Onat.
- Rosemarie DeWitt como Brenda Best.
- David Morse como Sr. James "Big Jim" Green.
- Lois Smith como Tía Mel.
- M. Emmet Walsh como Tío Bub.
- Lin-Manuel Miranda como Reggie.
- Dianne Wiest como Ms. Bernice Crudstaff
- Ron Livingston como Franklin Crudstaff.
- James Rebhorn como Joseph Crudstaff.
- Common como Entrenador Cal.
- Michael Arden como Doug Wert.
- Rhoda Griffis como Dr. Lesley Hunt
- Judy Langford como Asistente de Crudstaff.
- Jason Davis como Bart Best.
- Patrick Brouder como Dash Best.
- Kendall Ryan Sanders como Rod Best.
- Lucy Gebhardt como Bethany Best.
- Sharon Morris como Directora Morrison.
- Dorothy Macdonald como Trixie Crudstaff.
- Chan Creswell como Billy Crudstaff.
- William J. Harrison como Bobby Crudstaff.
- Tim Ware como Alcalde Handleman.
- Steve Coulter como Charlie Frohn.
- Susan Bruce como Molly Frohn.
- Josey Cuthrell Tuttleman como Lily.
- Karan Kendrick como madre en la oficina del doctor.
- Shimei Bailey como niño en el ascensor.
- Michael Beasley como Policía N.º 1.
- Cullen Moss como Policía N.º 2.
- Kryshaon Avery como Shelly Jones.
- Patricia Belcher como la psicóloga.

## Estrenos
- Canadá: 15 de agosto de 2012.
- Estados Unidos: 15 de agosto de 2012.
- Francia: 12 de septiembre de 2012.
- Dinamarca: 13 de septiembre de 2012.
- Noruega: 14 de septiembre de 2012.
- Singapur: 27 de septiembre de 2012.
- Brasil: 28 de septiembre de 2012.
- Suecia: 28 de septiembre de 2012.
- Chile: 4 de octubre de 2012.
- Malasia: 4 de octubre de 2012.
- Ecuador: 17 de octubre de 2012.
- República Checa: 1 de noviembre de 2012.
- Australia: 15 de noviembre de 2012.
- Nueva Zelanda: 15 de noviembre de 2012.
- España: 16 de noviembre de 2012.
- México: 23 de noviembre de 2012.
- Turquía: 30 de noviembre de 2012.
- Hungría: 6 de diciembre de 2012.
- Alemania: 2012
- Argentina 21 de febrero de 2013.

## Premios y nominaciones
| Año  | Premio               | Categoría                                                                    | Nominados  | Resultado |
| ---- | -------------------- | ---------------------------------------------------------------------------- | ---------- | --------- |
| 2013 | Premios Young Artist | Mejor actuación en un largometraje: actor joven principal de hasta diez años | CJ Adams   | Ganador   |
| 2013 | Premios Young Artist | Mejor Actuación en un Largometraje - Actriz Joven de Reparto                 | Odeya Rush | Nominada  |